# زبان روتول
زبان روتول از زبان‌های قفقازی رایج در روسیه و جمهوری آذربایجان است و از شاخه زبان های لزگی تبار بشمار میرود.این زبان در نواحی یادشده نزدیک به سی هزار تن گویشور دارد.این زبان در جمهوری آذربایجان بسرعت به نفع زبان ترکی آذربایجانی در حال پسروی است و تنها ۱۱۰ نفر گویشور روتول در سال ۲۰۰۲ در این کشور باقی‌مانده بود.این زبان هیچگاه زبان نگارش نبوده و استفاده از الفبای سیریلیک برای نوشتن این زبان از سال ۱۹۹۰ آغاز شده‌است. یونسکو زبان روتول را از زبان‌های درخطر نابودی معرفی کرده‌است.